# Municipio de Hicksville (Arkansas)
El municipio de Hicksville (en inglés: Hicksville Township) es un municipio ubicado en el condado de Phillips en el estado estadounidense de Arkansas. En el año 2010 tenía una población de 231 habitantes y una densidad poblacional de 2,7 personas por km².

## Geografía
El municipio de Hicksville se encuentra ubicado en las coordenadas 34°35′11″N 91°1′0″O / 34.58639, -91.01667. Según la Oficina del Censo de los Estados Unidos, el municipio tiene una superficie total de 85.59 km², de la cual 85,59 km² corresponden a tierra firme y (0 %) 0 km² es agua.

## Demografía
Según el censo de 2010, había 231 personas residiendo en el municipio de Hicksville. La densidad de población era de 2,7 hab./km². De los 231 habitantes, el municipio de Hicksville estaba compuesto por el 36,8 % blancos, el 58,01 % eran afroamericanos, el 2,16 % eran de otras razas y el 3,03 % eran de una mezcla de razas. Del total de la población el 2,16 % eran hispanos o latinos de cualquier raza.